# Norosi (Colômbia)
Norosi é um município do departamento de Bolívar, na Colômbia.